# Déboye
Déboye est une commune rurale du Mali de l'arrondissement de Guidio-Saré, dans le cercle de Youwarou et la région de Mopti. Elle a pour chef-lieu la localité de Guidio-Saré.

## Villages
La commune s'étend sur 24 localités relevées lors du recensement général de 2009. 
Les villages les plus peuplés sont :
- Diakankore (2 790 habitants)
- Akka (2 573 habitants)
- Gourao Fulbe (1 686 habitants)

En 2009, le village chef-lieu communal, Guidio-Saré compte 1 125 habitants.
En 2023, la loi 2023-007 attribue à la commune 25 villages, fractions ou quartiers  :
- Guidio Saré
- Guidio-Ouro
- Akka
- Woro
- Gourao-Fulbe
- Fittobe
- Ferobe
- Sobe
- Debere
- Samberi
- Gourao-Sarre
- Gomni-Kouboye
- Fotomare
- Karma
- Gourao-Bozo
- Soroba
- Thioka
- Bangou
- Debare-Tioka
- Diakankore
- N'Garroye-Bougoudj
- N'Garroye-Garoudj
- Taneredj
- Awoye
- Bamagaye

## Infrastructures et services
La commune compte en 2016, 
- 9 écoles fondamentales dont 2 écoles mobiles
- un centre de santé communautaire (CSCOM) à Guidio-Saré[3].

En 2009, 5 écoles sont recensées dans les villages de : Akka, Ferobé, Gourao-Fulbé, Guidio-Saré et N'Garwoye-Bougoudji.